# Casa-fàbrica Costa i Ponces
|  | No s'ha de confondre amb Casa-fàbrica Costa. |

La casa-fàbrica Costa i Ponces és un edifici situat als carrers de Salomó ben Adret (abans Sant Domènec del Call) i de Marlet de Barcelona, catalogat com a bé cultural d'interès local.

## Història
Des de la seva construcció en època medieval, l'edifici ha comptat amb nombroses reformes i reconstruccions, com la que es va fer després del terratrèmol del 1428.
Entre 1889 i 1890, l'arquitecte Antoni Maria Gallissà hi va fer una reforma modernista per a la societat comanditària Costa i Ponces, fabricant de llums elèctrics i de gas, de la que era director artístic. Després de la seva mort el 1903, fou succeït en el càrrec per Enric Sagnier: «La dirección artística de la fábrica que los indicados Sres. Costa y Ponces tienen establecida en un edificio medioeval de la calle de Santo Domingo del Call, restaurado por D. Antonio Gallissá, corre á cargo del arquitecto D. Enrique Segnier.»
Posteriorment s'hi establí l'antiquari igualadí Domingo Viñals i Amat (1877-1950), que hi tenia llogat un pis i un magatzem i era propietari d'una important col·lecció d'obres d'art a la seva localitat natal (Museu Viñals).

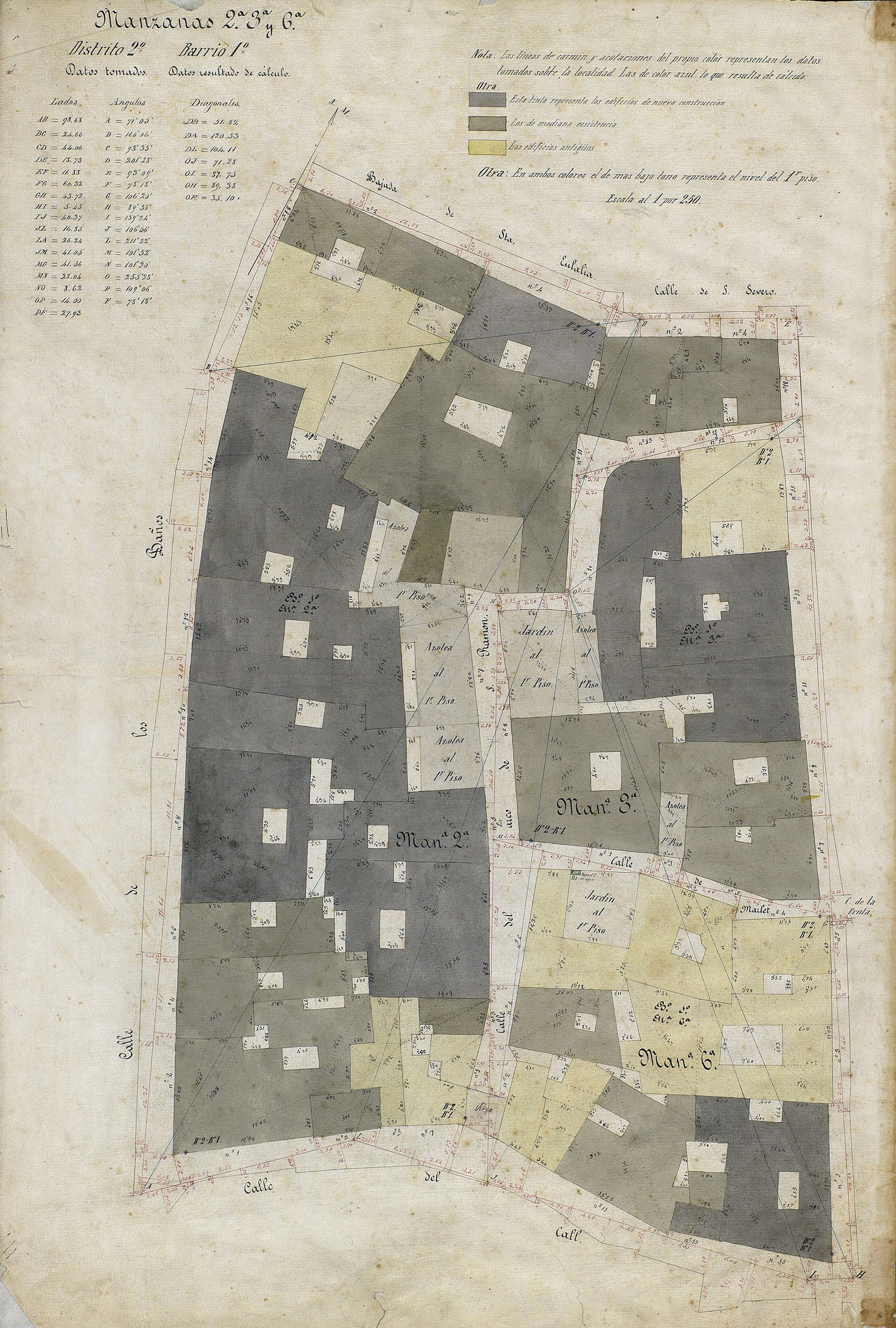
Quarteró núm. 28a de Garriga i Roca (c. 1860)

## Descripció
Ubicat en una parcel·la molt irregular, està format per una planta baixa amb diferents locals comercials i altres obertures, i quatre pisos, el darrer dels quals afegit posteriorment, amb un parament totalment diferent a la resta.
La façana principal, tret de les obertures, està formada per diferents aparells en el parament i també obertures. D'aquestes, és molt ressenyable la presència de diferents finestres mig o totalment cegades d'origen medieval, se'n perceben les morfologies geminades. Cap de les obertures compta amb balcons de desenvolupament extern. Els aparells consten de diferents tipus d'aparell, des de blocs homogenis ben escairats d'origen medieval (segles xiii-xv), junt amb blocs molt més irregulars fruit de refaccions posteriors i per acabar maons. La darrera planta, probablement de maó, es troba totalment arrebossada, sobretot a la façana que mena al carrer de Marlet.
Les obertures de la planta baixa són molt heterogènies i responen de ben segur a diferents fases i probablement a juncions de diversos immobles. Se'n documenten una de mig punt, dues d'arc escarser i un de modernista, coronat a la clau per la inscripció «1890». A l'interior de l'immoble, sembla que hi ha d'altres elements que responen als trets ja descrits a la façana: finestres geminades d'origen medieval i una escala recoberta de ceràmica, novament d'origen modernista.